# International Combat Organisation
L’International Combat Organisation (I.C.O.-Monde) est une structure qui assure la promotion des sports de combat et arts martiaux notamment : full-contact karaté, kickboxing, thai-boxing, MMA, grappling, formes martiales (1), self-défense, etc. Elle est fondée par Andrew Hennessy – England. 

(1) TRADITIONAL FORMS :  (HARD STYLE JAPANESE, KOREAN PATTERNS) – FREE-STYLE FORMS (CREATIVE MUSIC EMPLY HAND)
Cette fédération organise annuellement des championnats du monde pour les amateurs, des titres continentaux et mondiaux (ceintures en amateur, semi-professionnel et professionnel y compris pour les juniors).
Le développement en France est assuré par la Fédération de sports de combat (et arts martiaux) – France (FSC) : arts martiaux traditionnels et modernes, activités martiales de défense personnelle, activités martiales de mise en forme (de fitness-martial), boxes pieds-poings, sports pieds-poings-sol, luttes sportives au corps-à-corps et activités martiales du sport adapté (handisport) - fédération créée en 2002 – Président : Thierry Muccini – Directeur Technique Fédéral : Alain Delmas